# Waldemar Matuška

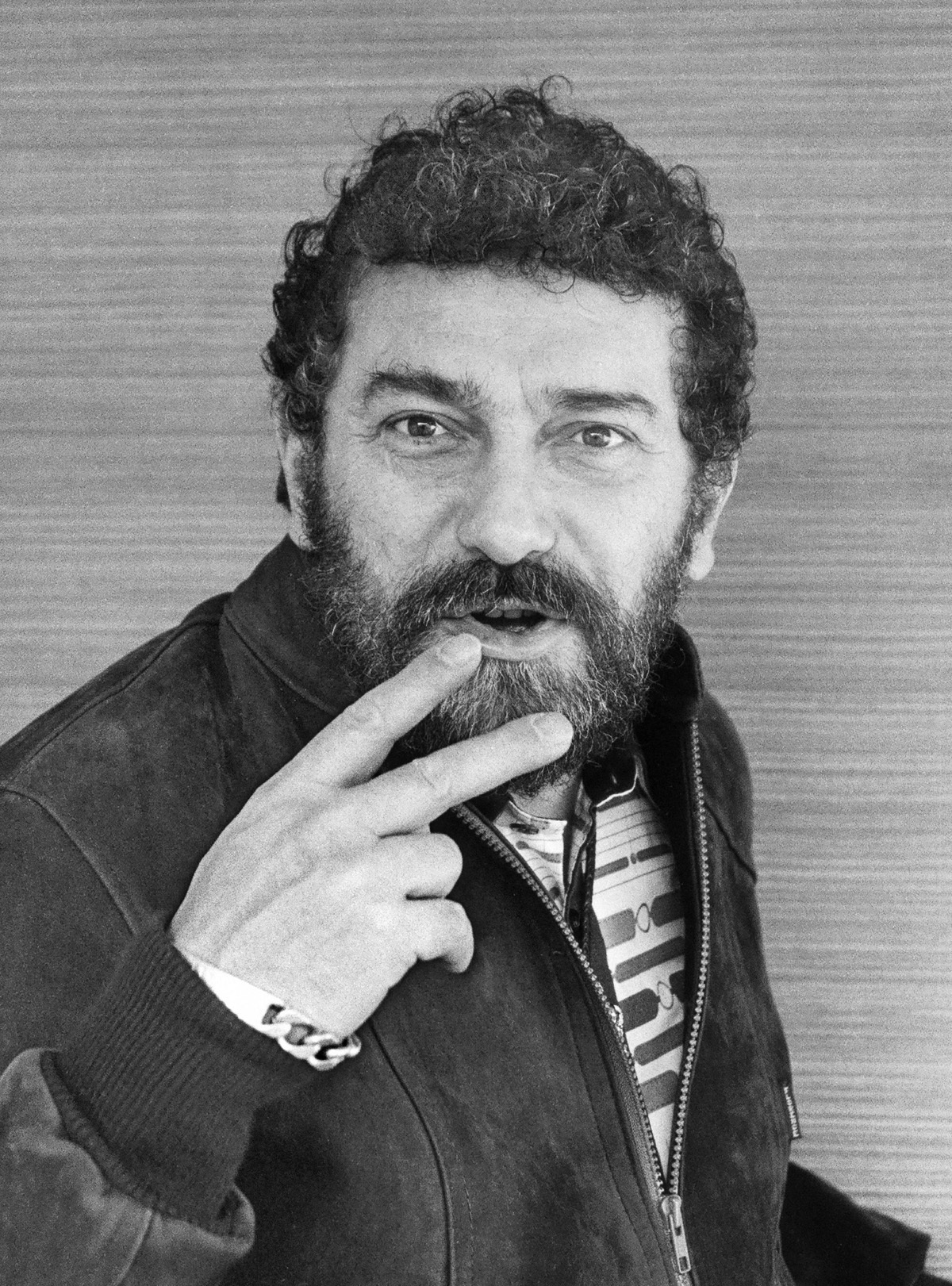
Waldemar Matuška (1980)

Waldemar Matuška ['valdɛmar 'matʊʃka] (* 2. Juli 1932 in Košice, Tschechoslowakei; † 30. Mai 2009 in Florida) war ein tschechischer Schlagersänger und Schauspieler. Populär in den 1960er und 1970er Jahren, emigrierte er 1986 in die Vereinigten Staaten und lebte von da an in Saint Petersburg, Florida.

## Leben
Waldemar Matuška wurde als einer von fünf Söhnen eines tschechischen Soldaten und der Wiener Operettensängerin Mia Malinova geboren. Seine Kindheit verbrachte er in Prag. Seinen Beruf als Glasbläser im tschechischen Karlsbad gab er alsbald zugunsten einer musikalischen Karriere auf und spielte verschiedene Instrumente in diversen Bands.
1960 nahm Matuška, dessen für einen Popsänger damals ungewöhnlicher schwarzer Vollbart schnell zu seinem Markenzeichen wurde, seine erste Platte Suvenýr (Souvenir) auf. Im Prager Theater Semafor stand er als Schauspieler auf der Bühne. Es folgten zahlreiche Plattenaufnahmen und Auftritte mit vielen tschechischen Künstlern, darunter Karel Gott. Zweimal, 1962 und 1967, gewann er den Musikpreis Zlatý slavík (Goldene Nachtigall). Mit wachsendem Erfolg drehte er zudem Filme. Auch nach der Niederschlagung des Prager Frühlings blieb Matuška populär. Künstlerisch verlegte er sich zunehmend auf Stücke im Stil der Country-Musik. 
1976 heiratete er die Sängerin Olga Blechová, mit der er zehn Jahre später die Tschechoslowakei verließ. Das kommunistische Regime verbannte Matuška daraufhin aus Rundfunk, Fernsehen und Kino, seine Platten wurden aus dem Verkauf gezogen. Matuška galt als Landesverräter, die Parteizeitung Rudé právo berichtete über seine Emigration unter dem Titel „Der moralische Verfall eines Sängers“. 
In den USA verdiente Matuška seinen Lebensunterhalt mit Auftritten für gleichfalls ausgewanderte Landsleute. Nach der Samtenen Revolution im Herbst 1989 in seiner Heimat gab Matuška bereits im darauf folgenden Jahr ein Konzert in Prag, dem weitere folgten. Er starb 2009 im Alter von 76 Jahren. Waldemar Matuška wurde in Prag auf dem Ehrenfriedhof Vyšehrad bestattet.

## Filmografie (Auswahl)
- 1964: Limonaden-Joe (Limonádový Joe aneb Koňská opera)
- 1966: Das Phantom von Morrisville (Fantom Morrisvillu)
- 1966: Pfeifen, Betten, Turteltauben (Dýmky)
- 1966: Tod hinter dem Bühnenvorhang (Smrt za oponou)
- 1968: Alle guten Landsleute (Všichni dobří rodáci)